# 特魯芬特 (密歇根州)
特魯芬特（英語：Trufant）是位於美國密歇根州蒙卡爾姆縣梅普爾瓦利鎮區的一個普查規定居民點。

## 人口
根據2020年美國人口普查的數據，特魯芬特的面積為2.89平方千米，當中陸地面積為2.48平方千米，而水域面積為0.41平方千米。當地共有人口510人，而人口密度為每平方千米176.47人。